# Ádám Mányoki
Ádám Mányoki (ur. 1673, zm. 6 sierpnia 1757 w Dreźnie) – węgierski malarz, portrecista.

## Życiorys
Był synem pastora, uczył się w Hamburgu i Hanowerze u portrecisty Adama Scheitza. Był aktywny w Niemczech, Holandii, Polsce i na Węgrzech na dworze Franciszka II Rakoczego. W 1724 osiedlił się na Węgrzech, jednak w 1732 wyjechał do Niemiec i ostatnie lata życia spędził w Dreźnie na dworze Augusta III.
Mányoki zajmował się niemal wyłącznie tworzeniem portretów, wypracował własny, indywidualny styl oparty na wzorcach francuskich i niemieckich. Obecnie uważany jest za jednego z najwybitniejszych malarzy działających w środkowej Europie w I połowie XVIII wieku.

## Wybrane prace
W zbiorach Muzeum Narodowego w Warszawie znajduje się kilkanaście obrazów artysty, m.in.:
- Portret Marianny z Bielińskich Denhoffowej,
- Portret Elżbiety z Lubomirskich Rybińskiej, żony Jakuba Zygmunta, wojewody chełmińskiego,
- Portret Anny Cosel, ok. 1713,
- Portret Jana Szembeka, kanclerza wielkiego koronnego,
- Portret Anny Orzelskiej,
- Portret hrabiny Łubieńskiej,
- Portret Jana Szembeka, kanclerza wielkiego koronnego, 1731.